# 硫酸钚(IV)
硫酸钚(IV)是一种无机化合物，化学式为Pu(SO4)2，它的无水物和四水合物是已知的。它的四水合物可用于钚元素的分析标准。它具有放射性和致癌性。
它的四水合物存在α型和β型两种晶型。